# By Special Request
By Special Request — студийный альбом американской джазовой певицы Кармен Макрей, выпущенный в 1956 году и ставший её первым релизом на Decca Records. В некоторых песнях к Макрей присоединяется квинтет Мэта Мэттьюза, в то время как в других — пианист Дик Кац, гитарист Манделл Лоу, басист Венделл Маршалл и её бывший муж Кенни Кларк на барабанах. Макрей играет на фортепиано в «Supper Time».

## Отзывы критиков
| Оценки критиков               | Оценки критиков |
| Источник                      | Оценка          |
| ----------------------------- | --------------- |
| AllMusic                      | [ 2 ]           |
| Encyclopedia of Popular Music | [ 3 ]           |

Скотт Яноу из AllMusic в своей рецензии пишет, что «хотя голос Макрей выше, чем мог бы быть, и её стиль не так узнаваем, она уже была первоклассной певицей на этом раннем этапе». Музыкальный критик Гэри Гиддинс также отметил, что когда впервые услышал альбом в 1970-х, то едва мог поверить: «совершенно другая Кармен, из эпохи ночных клубов, поющая мелодичным, странно сладким, даже маслянистым голосом».

## Список композиций
1. «Give Me the Simple Life» (Руб Блум, Гарри Руби) — 2:20
2. «Sometimes I’m Happy» (Ирвинг Сизар, Винсент Юманс) — 2:30
3. «Love Is Here to Stay» (Джордж Гершвин, Айра Гершвин) — 2:38
4. «Something to Live For» (Дюк Эллингтон, Билли Стрэйхорн) — 3:11
5. «I Can’t Get Started» (Вернон Дюк, Айра Гершвин) — 3:16
6. «Yardbird Suite» (Чарли Паркер) — 1:56
7. «Just One of Those Things» (Коул Портер) — 2:38
8. «This Will Make You Laugh» (Айрин Хиггинботэм) — 3:21
9. «My One and Only Love» (Роберт Меллин, Гай Вуд) — 3:08
10. «I’ll Remember April» (Джин Де Пол, Патриция Джонстон, Дон Рэй) — 2:36
11. «Supper Time» (Ирвинг Берлин) — 2:57
12. «You Took Advantage of Me» (Лоренц Харт, Ричард Роджерс) — 2:34

## Участники записи
- Кармен Макрей — вокал, фортепиано (10)
- Мэт Мэттьюз — аккордеон (треки: 1, 6, 9, 10, 12)
- Венделл Маршалл — контрабас
- Кенни Кларк — барабаны (1, 6, 9, 10, 12)
- Херби Мэнн — флейта (1, 6, 9, 10, 12)
- Манделл Лоу — гитара
- Дик Кац — фортепиано (2-5)
- Билли Стрэйхорн — фортепиано (10)